# Сан-Жуан-дас-Дуас-Понтис
Сан-Жуан-дас-Дуас-Понтис (порт. São João das Duas Pontes) — муниципалитет в Бразилии, входит в штат Сан-Паулу. Составная часть мезорегиона Сан-Жозе-ду-Риу-Прету. Входит в экономико-статистический микрорегион Фернандополис. Население составляет 2563 человека на 2006 год. Занимает площадь 129,532 км². Плотность населения — 19,8 чел./км².

## Статистика
- Валовой внутренний продукт на 2003 составляет 29.509.511,00 реалов (данные: Бразильский институт географии и статистики).
- Валовой внутренний продукт на душу населения на 2003 составляет 11.315,00 реалов (данные: Бразильский институт географии и статистики).
- Индекс развития человеческого потенциала на 2000 составляет 0,754 (данные: Программа развития ООН).